# Beauty and the Beast (Fernsehserie)
Beauty and the Beast ist ein Remake der US-amerikanischen Fernsehserie Die Schöne und das Biest von CBS, die von 2012 bis 2016 von den CBS Television Studios für den Fernsehsender The CW produziert wurde. Die Erstausstrahlung der Serie erfolgte in den Vereinigten Staaten ab dem 11. Oktober 2012.
Im Mai 2014 wurde die Produktion einer dritten Staffel angekündigt. Noch bevor diese Premiere hatte, verlängerte The CW die Serie im Februar 2015 um eine vierte Staffel. Im Oktober 2015 gab The CW das Ende der Serie nach Staffel 4 bekannt.

## Handlung
Im Herbst 2003 startet Catherine Chandlers Wagen nach der Arbeit nicht und sie ruft ihre Mutter an, damit sie Catherines Wagen überbrückt. Nachdem Mrs. Chandler bei ihrer Tochter angekommen ist, wird sie jedoch von zwei unbekannten Männern erschossen – Catherine wird Augenzeugin des traumatischen Vorfalls. Die beiden Unbekannten verfolgen Catherine, die sich in einen nahe gelegenen Wald flüchten kann, wo sie von einem mysteriösen Wesen gerettet wird.
Neun Jahre später, im Jahr 2012, arbeitet Catherine als Polizistin beim NYPD; noch immer lassen sie der Tod ihrer Mutter und die mysteriöse Bestie nicht los. Während eines Einsatzes finden sie und ihre Kollegin Tess Vargas die Fingerabdrücke des vermeintlich im Einsatz umgekommenen Vincent Keller an der Leiche der ermordeten Ashley Webster, einer Moderedakteurin. Es stellt sich heraus, dass Ashley Webster aus Eifersucht von einer Geliebten ihres Mannes, der mehrere Affären hatte, vergiftet wurde. Anders als zuvor angenommen, hatte Vincent Keller nichts mit dem Mord zu tun, sondern lediglich versucht, ihr zu helfen. Catherine, die erneut ins Visier ihrer Verfolger gerät, wird in den Tiefen der New Yorker U-Bahn Tunnel zum wiederholten Male von Vincent, ihrem Retter von vor neun Jahren, gerettet. Der Mann tritt als Beschützer der Schwachen auf, wird aber wegen seines Aussehens als Bösewicht wahrgenommen. Nebenbei muss sie sich auch noch um ihre Schwester Heather kümmern.

## Figuren

### Hauptfiguren
Catherine Chandler
Catherine Chandler musste als junge Frau den Mord an ihrer Mutter mit ansehen und wird von einem mysteriösen Wesen (Vincent) vor einem ähnlichen Schicksal gerettet. Sie ist Polizistin beim NYPD und geht im Lauf der Geschichte eine Beziehung mit Vincent ein. Ihre Mutter arbeitete als Ärztin bei Muirfield und ist mit für die Mutationen der Soldaten aus Vincents Einheit verantwortlich.
Vincent Keller
Vincent Keller, der eigentlich als Arzt arbeitet, verliert beim Anschlag auf das World Trade Center seine beiden Brüder und schließt sich dem Militär an, um seinen Verlust zu überwinden. Die Soldaten seiner Einheit werden jedoch zu experimentellen Zwecken mit Injektionen, angeblich Vitaminen, versorgt, welche sie zu Supersoldaten weiterentwickeln sollen. Die Nebenwirkungen und die unkontrollierbaren Reaktionen und Mutationen der Soldaten bewirken jedoch einen Abbruch des Experiments und alle Überlebenden werden durch die Organisation Muirfield hingerichtet. Vincent ist der einzige Überlebende, täuscht jedoch seinen Tod vor, um keinem weiteren Attentat zum Opfer zu fallen. Die zuvor verabreichten Präparate verwandeln ihn bei starken emotionalen Reaktionen zu einem tierähnlichen Wesen mit übernatürlichen Kräften.
Dr. Evan Marks
Evan Marks arbeitet als Gerichtsmediziner mit Catherine zusammen und trifft immer wieder auf fehlerhafte DNS an verschiedenen Tatorten eines Serienmörders. Als er schließlich von Vincent erfährt und um Catherine zu schützen, aber auch um Vincent als Konkurrenten auszustechen, schließt er sich Muirfield an. In Folge 18 wird er von einem Muirfield Agenten, Kyle, erschossen.
J.T. Forbes
J.T. Forbes ist Vincents langjähriger Freund und Dozent an der örtlichen Universität. Zu Vincents Schutz zieht er es vor, fast gänzlich auf ein öffentliches Leben sowie Privatleben zu verzichten. Er ist später in einer festen Beziehung mit Tess Vargas.
Tess Vargas
Tess Vargas ist Catherines Partnerin und eine ihrer besten Freundinnen. Sie hat eine heimliche Affäre mit ihrem Vorgesetzten, Joe, und hilft Catherine im Lauf der Geschichte, Vincent vor Muirfield und der Polizei zu verstecken. Die Beziehung zu Joe zerbricht und sie beginnt eine Beziehung mit J.T. Forbes.
Joe Bishop
Joe Bishop ist Catherines und Tess’ Vorgesetzter beim NYPD. Außerdem hat er eine Affäre mit Tess Vargas.
Gabriel Lowen
Gabriel Lowen ist ein Bezirksstaatsanwalt und wird von Joe Bishop zu den Ermittlungen hinzugezogen, um den Serienmörder möglichst bald zu fassen. Er unterstellt Catherine anfangs, die Ermittlungen durch Verheimlichung von Informationen zu behindern, jedoch stellt sich bald heraus, dass zwischen ihm und Muirfield ebenfalls eine Verbindung besteht. Gabriel Lowen ist ebenfalls eine Bestie und versucht im Laufe der Geschichte eine Beziehung mit Catherine Chandler einzugehen, diese zerbricht und er versucht fortan Vincent Keller umzubringen. Er wird von Vincent Keller und Catherine Chandler getötet.

### Nebenfiguren
Heather Chandler
Heather Chandler ist Catherines jüngere Schwester.
Mr. Chandler
Mr. Chandler ist Catherines und Heathers Vater. Als einziger verbleibender Elternteil steht er seinen beiden Töchtern sehr nahe. Seine Hochzeit mit Brooke, einer Frau, die viel jünger ist als er, sorgt für Aufruhr. Im späteren Verlauf stirbt er bei einem Autounfall, als er sich unbedingt mit seiner Tochter Catherine treffen wollte. Nach seinem Tod erfährt Cat dann, dass er nicht ihr leiblicher Vater war.
Brooke Chandler
Brooke Chandler ist Catherines und Heathers Stiefmutter.
Alex Salter
Alex ist Vincents ehemalige Arbeitskollegin und Verlobte. Seit seiner Zeit beim Militär ist Vincent Alex aus dem Weg gegangen, um sie nicht in Gefahr zu bringen, jedoch erkennt sie ihn, als er Catherine nach einem Autounfall im Krankenhaus besucht. Zunächst versucht er die Beziehung zu ihr wieder aufzubauen, bemerkt jedoch, dass seine Gefühle für Catherine andauernder sind.
Kyle
Kyle ist ein Agent von Muirfield, mit dem Evan zusammenarbeitet und der ihn später erschießt.
Miranda Bishop
Miranda Bishop ist Joe Bishops Ehefrau. Nach dem Tod von Joes jüngerem Bruder scheint sie sich wieder verstärkt zu ihrem Ehemann zu bekennen.
Bob Reynolds
Bob arbeitet beim FBI und nimmt Vincent Keller gefangen, um weitere Experimente durch zuführen, um Biester wie ihn, inklusive Vincent, zu ermorden. Er löscht alle Erinnerungen an seine Vergangenheit, sodass er Catherine, J.T., Tess und Gabe nicht wieder erkennt. Außerdem erfährt Catherine das Bob ihr leiblicher Vater ist, nimmt ihn nach einem Anschlag auf Vincent fest, um ihn zu schützen.

## Produktion
Mitte Januar 2012 gab der Sender The CW bekannt, ein Remake zur Fernsehserie Die Schöne und das Biest zu produzieren. Das Remake solle sich jedoch an das junge Zielpublikum richten. Das Drehbuch verfassten Jennifer Levi und Sherri Cooper, die auch als Executive Producer fungierten. Die Dreharbeiten zur Pilotfolge fanden vom 22. März bis zum 2. April 2012 in Kanada statt. Im Mai erhielt die Serie grünes Licht für eine erste Staffel mit 13 Episoden. Zunächst sind 13 Folgen geordert worden, welche jedoch am 9. November 2012 auf eine volle erste Staffel mit 22 Episoden erweitert wurden. Nach der Serienbestellung wurde der Name der männlichen Hauptrolle von Vincent Koslow in Vincent Keller umbenannt.
Ende April 2013 wurde die Serie um eine zweite Staffel verlängert.
Am 8. Mai 2014 verlängerte The CW die Serie um eine 13-teilige dritte Staffel. Fast ein Jahr später, am 12. Februar und damit noch vor dem Start von Staffel 3, gab der Sender eine vierte Staffel in Auftrag, die ebenfalls aus 13 Folgen besteht.

### Casting
Die weibliche Hauptrolle ging Mitte Februar 2012 an Kristin Kreuk. Ihr folgten Nina Lisandrello, Nicole Anderson und Austin Basis. Die männliche Hauptrolle als das Biest (Beast) Vincent wurde mit dem Neuseeländer Jay Ryan besetzt. Eine weitere Hauptrolle ging an Brian White.
Luke Macfarlane, Kelly Overton, Mädchen Amick und Jeremy Glazer erhielten Nebenrollen.

## Besetzung und Synchronisation
Die deutsche Synchronisation entsteht unter der Dialogregie von Ozan Ünal durch die Synchronfirma Arena Synchron GmbH in Berlin.

### Hauptbesetzung
| Rollenname           | Schauspieler       | Bild               | Hauptrolle | Nebenrolle | Synchronsprecher  |
| -------------------- | ------------------ | ------------------ | ---------- | ---------- | ----------------- |
| Catherine Chandler   | Kristin Kreuk      | Kristin Kreuk      | 1.01–4.13  |            | Marie Bierstedt   |
| Vincent Keller       | Jay Ryan           | Jay Ryan           | 1.01–4.13  |            | Alexander Doering |
| Evan Marks           | Max Brown          |                    | 1.01–1.18  |            | Norman Matt       |
| Tess Vargas          | Nina Lisandrello   |                    | 1.01–4.13  |            | Natascha Geisler  |
| J.T. Forbes          | Austin Basis       |                    | 1.01–4.13  |            | Tobias Müller     |
| Joe Bishop           | Brian J. White     |                    | 1.01–1.21  |            | Sascha Rotermund  |
| Gabriel „Gabe“ Lowan | Sendhil Ramamurthy | Sendhil Ramamurthy | 1.15–2.22  |            | Viktor Neumann    |
| Tori Windsor         | Amber Skye Noyes   |                    | 2.09–2.12  | 2.06–2.08  | Maja Maneiro      |
| Heather Chandler     | Nicole Anderson    | Nicole Anderson    | 3.01–4.13  | 1.02–2.03  | Yvonne Greitzke   |

### Nebenbesetzung
| Rollenname      | Schauspieler      | Nebenrolle            | Synchronsprecher     |
| --------------- | ----------------- | --------------------- | -------------------- |
| Mr. Chandler    | Rob Stewart       | 1.06–1.09, 1.20, 1.22 | Erich Räuker         |
| Brooke Chandler | Rachel Skarsten   | 1.06, 1.09            | Giuliana Jakobeit    |
| Alex Salter     | Bridget Regan     | 1.10–1.13             | Kaya Marie Möller    |
| Dr. Sorenson    | William deVry     | 1.11–1.16             | Uwe Büschken         |
| Kyle            | Edi Gathegi       | 1.15–1.18             | Marcel Collé         |
| Tyler           | Shantel VanSanten | 1.19, (1.20)–1.22     | Julia Kaufmann       |
| Bob Reynolds    | Ted Whittall      | 1.21–4.05             | Klaus-Dieter Klebsch |
| Dana Landon     | Elisabeth Röhm    | 2.10–2.13             | Vera Teltz           |
| Sam Landon      | Tom Everett Scott | 2.12–2.16             | Peter Flechtner      |

In Gastrollen waren unter anderem Luke Macfarlane, Kelly Overton, Mädchen Amick, Max Schneider, Annie Ilonzeh, Blair Redford und Paul Johansson zu sehen.

## Ausstrahlung
Vereinigte Staaten
In den Vereinigten Staaten startete die erste Staffel der Serie am 11. Oktober 2012 nach Vampire Diaries auf The CW. Das erste Staffelfinale wurde am 16. Mai 2013 gezeigt. Die Ausstrahlung der zweiten Staffel begann am 7. Oktober 2013. Bis zum 10. März 2014 wurden insgesamt 16 der 22 Episoden der Staffel gezeigt. Danach wurde die Serie in eine knapp dreimonatige Pause geschickt, ehe die restlichen sechs Episoden vom 2. Juni bis zum 7. Juli 2014 gesendet wurden. Die Premiere der dritten Staffel hat der Sender ursprünglich für den 21. Mai 2015 angekündigt. Der Start wurde dann jedoch auf den 11. Juni 2015 verschoben.
Die 4. Staffel beinhaltet ebenfalls nur 13 Folgen und wird ab dem 2. Juni 2016 auf dem amerikanischen TV-Sender „The CW“ ausgestrahlt. 
Deutschland
Die ProSiebenSat.1 Media hat sich die Ausstrahlungsrechte an der Serie gesichert. Die deutsche Erstausstrahlung begann am 7. Februar 2014 bei kabel eins.
International
Die Serie wurde von Shaw Medien nach Kanada verkauft und wird auf dem Sender Showcase seit dem 11. Oktober 2012 ausgestrahlt. Außerdem wurde die Serie nach Australien und Portugal verkauft, die auf den Sendern Network Ten bzw. TVSéries gezeigt wird. 